# Typ Stuttgart

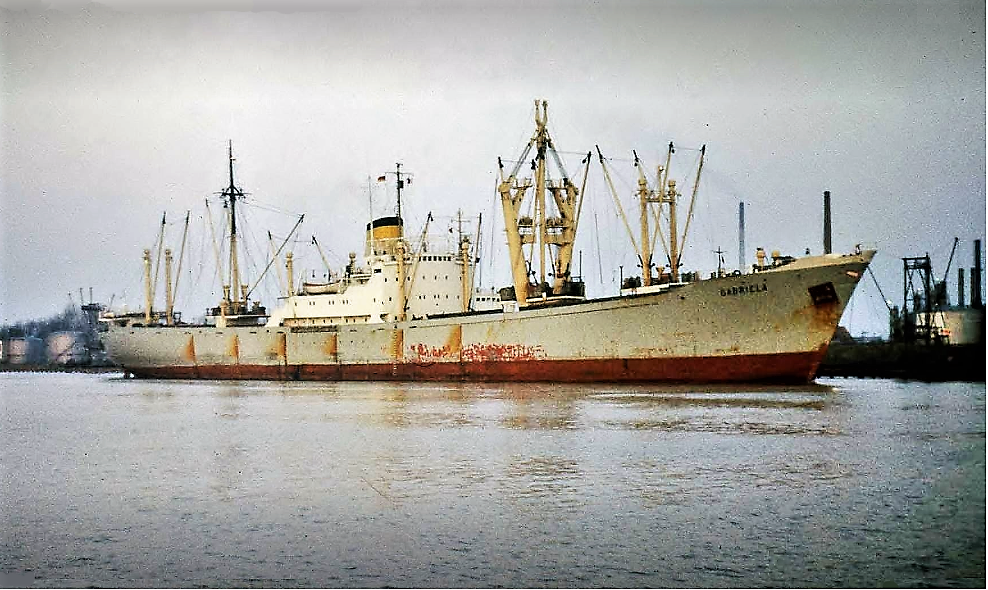
MS Gabriela ex Stuttgart um 1979

Der als Typ „Stuttgart“ bezeichnete Schiffstyp ist eine Baureihe von drei Frachtschiffen der Hamburg-Amerika-Linie (HAPAG). Die aus drei neuen Schiffen bestehende Schiffsklasse knüpfte an den vor dem Zweiten Weltkrieg unterhaltenen Westküste-Südamerika-Dienst der Reederei an.

## Geschichte

### Bau
Nach der weitgehenden Lockerung der Schiffbaubeschränkungen des Potsdamer Abkommens baute die HAPAG ab 1950 ihre Frachtschiffsflotte erneut auf. Beginnend mit dem Einzelschiff Hamburg, den Schwesterschiffen Odenwald und Spreewald oder der Brandenburg-Klasse wuchs die HAPAG-Flotte wieder kontinuierlich. Fast unmittelbar darauf bestellten HAPAG und Norddeutscher Lloyd (NDL) beim Bremer Vulkan jeweils drei typgleiche Motorschiffe für den Dienst an die südamerikanische Westküste. Am 8. Januar 1953 konnte die Reederei das erste Schiff Kassel der drei identischen Frachtschiffe von der Werft übernehmen. Ein halbes Jahr darauf, am 30. Juli 1953, war die Baureihe komplett.

### Einsatz bei der HAPAG
Wie geplant, wurde das Schiffstrio für den Westküste-Südamerika-Dienst eingesetzt, parallel dazu kamen drei Schwesterschiffe der Brandenstein-Klasse des NDL in den gemeinsam betriebenen Dienst. Zwei der Schiffe wurde noch im Frühjahr 1970 vor der Fusion der HAPAG mit dem NDL zur neuen Hapag-Lloyd veräußert, einzig die Stuttgart wurde mit der Fusion übernommen.

### Spätere Karriere
1971 folgte der Verkauf der Stuttgart, die unter ihren neuen Eignern, ebenso, wie ihre beiden Schwesterschiffe, eine drei bis vierjährige Rückchartern für die Hamburg-Amerika-Linie, beziehungsweise die Hapag-Lloyd antrat. Nach Charterende blieben die Schiffe weitere Jahre in Fahrt. Die ehemaligen Kassel und Stuttgart wurden im Jahr 1980 abgebrochen. Die vormalige Köln blieb hingegen bis 1984 in Fahrt und lief am 11. Juli des Jahres fünf Meilen vor Barranquilla auf Grund, wo sie zum Totalverlust wurde.

## Technik
Die Schiffe der Baureihe waren konventionelle Stückgutschiffe mit eben hinter mittschiffs über der Antriebsanlage angeordneten Aufbauten und vielseitigen Ladungseinrichtungen.  So waren die Schiffe mit 14 herkömmlichen Ladebäumen à 3/5 Tonnen und einem 50-Tonnen-Schwergutbaum zur Übernahme von Schwergut in der Luke 3 ausgerüstet. Vor den Aufbauten befanden sich drei, hinter den Aufbauten zwei Trockenladeräume mit jeweils einem Zwischendeck. Die Luken wurden mit MacGregor-Lukendeckeln verschlossen. Anders als die NDL-Schiffe verfügten die Schiffe des Typ „Stuttgart“ über etwa 30 Kubikmeter große Kühlladeräume.
Das Ladegeschirr der Stuttgart wurde 1964 durch einen Stülcken-Schwergutbaum aufgewertet. Das neue Schwergutgeschirr wurde zwischen Luke 2 und 3 an Stelle des vorherigen Schwergutbaums eingebaut.

## Die Schiffe
| Die Frachtmotorschiffe des Typ „Stuttgart“ | Die Frachtmotorschiffe des Typ „Stuttgart“ | Die Frachtmotorschiffe des Typ „Stuttgart“ | Die Frachtmotorschiffe des Typ „Stuttgart“ | Die Frachtmotorschiffe des Typ „Stuttgart“ | Die Frachtmotorschiffe des Typ „Stuttgart“                     |
| Name                                       | Stapellauf                                 | Ablieferung                                | Baunummer                                  | Vermessung                                 | Umbenennungen und Verbleib                                     |
| ------------------------------------------ | ------------------------------------------ | ------------------------------------------ | ------------------------------------------ | ------------------------------------------ | -------------------------------------------------------------- |
| Kassel                                     | 27. November 1952                          | 8. Januar 1953                             | 823                                        | 5627 BRT                                   | 1974 Manuela, Abbruch ab 9. Juni 1980 in Kaohsiung             |
| Köln                                       | 13. März 1953                              | 11. April 1953                             | 825                                        | 5619 BRT                                   | 1973 Becena, am 11. Juli 1984 auf Grund gelaufen, Totalverlust |
| Stuttgart                                  | 30. Juni 1953                              | 30. Juli 1953                              | 827                                        | 5635 BRT                                   | 1974 Gabriela, Abbruch ab August 1980 in Kaohsiung             |